# Julio Hu Chen
Julio Hu Chen (Madrid) es un actor español de ascendencia china, conocido por su papel como Wang en la película de Arantxa Echevarría Chinas.

## Primeros años
Julio nació en la ciudad de Madrid, de padres chinos de la provincia de Zhejiang. Durante sus primeros años de vida creció en el barrio de Vallecas, hasta que a los 6 años de edad se mudó junto a sus padres a Usera. Durante su infancia creció en un ambiente de continuas hostilidades racistas, pero en el seno de una creciente comunidad china durante su estancia en Usera.

## Carrera
En 2023 fue uno de los protagonistas de la película española Chinas, dirigida por Arantxa Echevarría, que se rodó previamente en 2022. Ese mismo año, en 2023, interpretó un papel en la obra de teatro Mas allá de la piel, en el Teatro Pradillo, bajo la dirección de Marina Santo.
En 2024 fue nominado al premio a mejor actor revelación en la trigésimo octava edición de los Premios Goya. Se convirtió así en el primer actor de ascendencia china en ser nominado a un Premio Goya. Junto a él fue nominada también su compañera de reparto, la actriz Xinyi Ye, en la categoría a Mejor Actriz Revelación.

## Filmografía
- Chinas (2023)

## Teatro
- Mas allá de la piel (2023)

## Premios y nominaciones
- Premio Goya al mejor actor revelación — Nominado (2023)
- Mejor Actor Revelación en los 32° Premios UA — Ganador (2023)[6]